# Skäckerfjällens naturreservat
Skäckerfjällens naturreservat är ett naturreservat i fjällmassivet Skäckerfjällen i nordvästra delen av Åre kommun. Naturreservaten är 467 km² och bildades 1988. Reservatet består av ett högalpint fjällområde med stora arealer av vattendrag och våtmarker samt omgivande barrskogar. Fjällen i reservatet är inte speciellt höga, den högsta toppen har Sandfjället med 1230 m ö.h. Trots det har området högfjällskaraktär med branta fjällsidor och djupa dalar. Eftersom Skäckerfjällen har ett västligt läge är nederbörden riklig. Detta kan också ses i och med att vegetationen fjällhedarna till stor del består av vitmossa och raggmossa.
I reservatet finns en led som går mellan Anjans fjällstation och Kolåsen.